# Natalie Imbruglia
Natalie Jane Imbruglia (ur. 4 lutego 1975 w Sydney, w Nowej Południowej Walii) – australijska piosenkarka i aktorka. Podobnie jak Jason Donovan i Kylie Minogue rozpoczęła karierę aktorską w serialu Sąsiedzi.

## Życiorys

### Początki kariery
Swoją muzyczną karierę Natalie Imbruglia rozpoczęła od singla „Torn” (1997) będącego coverem utworu amerykańskiej grupy Ednaswap. Jej płyta Left of the Middle została sprzedana w ponad 6,5 mln egzemplarzy. Zawiera przeboje „Big Mistake”, „Wishing I Was There” i „Smoke”. Płytę wydano w dwóch osobnych wersjach, dla rynku brytyjskiego i amerykańskiego.

### Muzyczny rozwój
W 2001 wydała album White Lilies Island. Single promujące tę płytę to utwory „That Day”, „Wrong Impression” i „Beauty on the Fire”, jednak nie odniosły podobnego sukcesu jak piosenki z debiutanckiej płyty, ponieważ album sprzedał się tylko w nakładzie milionowym.
Wzięła udział w kilku projektach muzycznych. Nagrała cover piosenki „Never Tear Us Apart” z Tomem Jonesem w jego albumie Reload, oraz piosenkę „Cold Air” użytą w ścieżce dźwiękowej filmu I twoją matkę też. Jej singel „Identify” użyto z kolei w ścieżce dźwiękowej dreszczowca Stygmaty.
W kwietniu 2005 Imbruglia wydała trzecią płytę Counting Down the Days. Pierwszym singlem był utwór „Shiver”. Piosenka odniosła sukces, znajdując się przez 6 tygodni na szczycie brytyjskiej listy przebojów Airplay. Płyta zadebiutowała na 1 miejscu w Wielkiej Brytanii. Mimo wielkiego sukcesu singla, sam album sprzedał się jedynie w liczbie ok. 500 tys. egzemplarzy na świecie.
16 lipca 2007 wydano kompilację dotychczasowych singli Glorious: The Singles 1997–2007. Płyta jest dostępna także w wersji DVD, na której znajdują się wszystkie teledyski piosenkarki i dodatkowo pięć nowych utworów. W 2005 artystka ujawniła, że zaczęła prace nad czwartym albumem Come to Life, który ukazał się 2 października 2009. W sieci pojawiła się informacja, że Natalie współpracowała na swojej płycie z Benem Hillierem i Chrisem Martinem. Pierwszymi singlami z albumu były utwory: Want oraz Wild About It, do którego nakręcono teledysk. 
24 września 2021 wydała kolejny album "Firebird" , promowany pierwszym singlem  "Build it better". Płyta była notowana na listach w Australii, Belgii, Szkocji, Szwajcarii oraz była na drugim miejscu niezależnych albumów w całej Wielkiej Brytanii.

### Poza muzyką
W 2002 artystka podpisała kontrakt z francuskim koncernem kosmetycznym L’Oreal Paris.
Natalie Imbruglia wzięła udział w wielu akcjach charytatywnych, m.in. w Kampanii Przeciwko Ubóstwu oraz Walki z przetoką dróg rodnych i związanej z nią wyjazdem do Afryki.
Powróciła do aktorstwa w 2002. Wystąpiła u boku Rowana Atkinsona w filmie Johnny English.
W marcu 2008 rozpoczęła prace nad niezależnym, australijskim filmem Closed for winter, w którym zagrała główną rolę. Film jest oparty na powieści Georgii Blain.

## Życie prywatne
31 grudnia 2003 wyszła za mąż za swojego wieloletniego przyjaciela Daniela Johnsa, wokalistę zespołu Silverchair. 4 stycznia 2008 poinformowała media o rozwodzie z Johnsem.
Imbruglia ma młodszą siostrę o imieniu Laura.
8 października 2019 poinformowała na swoim oficjalnym profilu na Instagramie, że urodziła syna, Maksa Valentine’a.

## Dyskografia

### Albumy studyjne
| Left of the Middle         | - Data: 4 listopada 1997 - Wydawca: RCA Records        | 10 | 5  | 1  | 10 | 14 | 2  | 3  | - AUS: 5x platynowa płyta - UK: 3x platynowa płyta - CAN: 3x platynowa płyta |
| White Lilies Island        | - Data: 22 października 2001 - Wydawca: RCA Records    | 35 | 15 | 3  | –  | 43 | –  | 23 | - AUS: złota płyta - UK: złota płyta                                         |
| Counting Down the Days     | - Data: 4 kwietnia 2005 - Wydawca: Brightside Records  | –  | 1  | 12 | –  | 22 | 50 | 9  | - UK: złota płyta                                                            |
| Come to Life               | - Data: 6 października 2009 - Wydawca: Malabar Records | –  | –  | –  | –  | –  | –  | 70 |                                                                              |
| Male                       | - Data: 31 lipca 2015 - Wydawca: Sony Masterworks      | –  | 20 | 25 | –  | –  | –  | 50 |                                                                              |
| Firebird                   | - Data: 24 września 2021 - Wydawca: BMG                | –  |    |    | –  | –  | –  |    |                                                                              |
| „–” album nie był notowany |                                                        |    |    |    |    |    |    |    |                                                                              |

### Kompilacje
| Tytuł                           | Dane dot. albumu                                    | Pozycja na liście | Pozycja na liście | Pozycja na liście | Certyfikat        |
| Tytuł                           | Dane dot. albumu                                    | UK                | AUS               | CHE               | Certyfikat        |
| ------------------------------- | --------------------------------------------------- | ----------------- | ----------------- | ----------------- | ----------------- |
| Glorious: The Singles 1997–2007 | - Data: 16 lipca 2007 - Wydawca: Brightside Records | 5                 | 40                | 28                | - UK: złota płyta |

## Filmografia
| Tytuł             | Rok       | Rola              |
| ----------------- | --------- | ----------------- |
| Sąsiedzi          | 1992–1994 | Beth Willis       |
| Johnny English    | 2003      | Lorna Campbell    |
| Closed for Winter | 2009      | Elise Silverston  |
| Underdogs         | 2013      | Michelle Stratton |
| Among Ravens      | 2014      | Madison           |
| Mali golfiarze    | 2015      | Kristen Wright    |

## Nagrody i wyróżnienia
| Rok  | Kategoria                                             | Tytuł              | Nagroda                 | Nota      |
| ---- | ----------------------------------------------------- | ------------------ | ----------------------- | --------- |
| 1998 | International Viewer’s Choice Award for MTV Australia | „Torn”             | MTV Video Music Awards  | Wygrana   |
| 1998 | Best Female Video                                     | „Torn”             | MTV Video Music Awards  | Nominacja |
| 1998 | International Viewer’s Choice Award for MTV Australia | „Torn”             | MTV Video Music Awards  | Nominacja |
| 1998 | Best Song                                             | „Torn”             | MTV Europe Music Awards | Wygrana   |
| 1998 | Best New Act                                          | Left of the Middle | MTV Europe Music Awards | Nominacja |
| 1998 | Best Female Artist                                    | Left of the Middle | MTV Europe Music Awards | Nominacja |